# Steinmetz Ádám
Steinmetz Ádám (Budapest, 1980. augusztus 11. –) olimpiai bajnok magyar vízilabdázó, politikus, országgyűlési képviselő. Édesapja Steinmetz János olimpiai bronzérmes vízilabdázó. Édesanyja Varga Mária kosárlabdázó. A kétszeres olimpiai bajnok Steinmetz Barnabás öccse.

## Sportpályafutása
Az KSI-ben kezdett vízilabdázni. 1995-ben az ifjúsági, 1996-ban a junior Európa-bajnokságon lett ezüstérmes. 1996-ban a Ferencvároshoz igazolt. Új csapatával az első szezonjában Magyar Kupa-győztes és LEN kupa-döntős lett. 1997-ben a junior világbajnokságon második volt. 1998-ban KEK-et nyert a Ferencvárossal. A junior Európa-bajnokságon negyedik helyezett volt. 1999-ben a magyar bajnokságban ezüst-, az Universiade-n bronzérmes volt. A junior vb-n ötödik helyen végzett. 2000-ben magyar bajnok lett.
A 2000–2001-es szezontól a Vasas SC-ben játszott. 2001-ben Magyar Kupát nyert. A bajnokságban bronzérmet szerzett. Az Universiade-n újra a harmadik helyen végzett. A következő évben klubjával Magyar Kupa és KEK-győztes lett. A bajnokságban második helyen zárt. A válogatottal a Világligában harmadik volt. Az év végén elbukta az Európai Szuperkupát a Vasassal. 2003-ban a KEK döntőjéig jutott. Az ob I-ben ismét második lett. A válogatottal bronzérmes volt az Eb-n. Az Universiade-n aranyérmet szerzett. 2004-ben sorozatban harmadszor lett második a magyar bajnokságban. A válogatottal olimpiai bajnok és világliga-győztes volt.
2005-ben második lett a magyar bajnokságban, a Világligában és a világbajnokságon is. A Vasassal ősszel megnyerte a Magyar Kupát. 2006-ban az Euroliga negyeddöntőjéig jutottak. A magyar bajnokságban ezüstérmet nyert. Az Európa-bajnokságon második volt. A következő évben öt elbukott OB I-es döntő után magyar bajnok lett. 2008-ban ismét magyar bajnok volt. Az Euroligában harmadik lett klubjával. Az olimpiai válogatott keretből sérülése miatt kimaradt.
A 2008–2009-es szezontól a montenegrói Primorac Kotorban szerepelt. Új csapatával 2009-ben megnyerte az Euroliga döntőjét. Ebben az évben nyakműtétje volt. Emiatt kimaradt a vb-re készülő válogatottból. Decemberben megnyerte az európai Szuperkupát. 2010-ben második lett az Euroligában. Az Európa-bajnoki felkészülést lemondta. 2011 tavaszán újabb nyaki porckorongműtéten esett át. Májusban újra a Vasashoz igazolt. A világbajnokságon negyedik helyezett volt. 2012-ben bronzérmes volt az Európa-bajnokságon. A magyar bajnokságban megszerezte negyedik aranyérmét. A vízilabda Bajnokok Ligájában bejutott a Vasassal a négyes döntőbe, ahol negyedik lett. Tagja volt a londoni olimpián ötödik helyen végzett válogatottnak.
Betölti a Vasas Szponzori Klubjának elnöki tisztjét. 2012 októberében a MOB környezetvédelmi bizottságának alelnöke lett. 2014 májusától a Vasas vízilabda utánpótlásának szakmai igazgatóhelyettese lett. 2017 júniusában jelentette be, hogy egy, a sport világán kívülről érkező lehetőség miatt lemond posztjáról. 2018. május 19-én befejezte játékos pályafutását.

## Politikai pályafutása
2017 júliusában jelentették be, hogy Vona Gábor pártelnök felkérésére a 2018-as választásokon a Jobbik színeiben indul a Somogy megyei marcali választókerületben, de a pártba nem lép be. Bár egyéni körzetében nem választották meg, listáról bejutott a parlamentbe.
A Parlament Törvényalkotási Bizottságának tagja 2018 októbere és 2019 márciusa között, illetve a Mezőgazdasági Bizottság tagja 2018 májusától. Az Országgyűlés leggazdagabb képviselői között jegyzik a bevallott vagyonnyilatkozata alapján, a mezőgazdasági gazdálkodó tevékenységére hivatkozással rendkívül nagy földtulajdonnal rendelkezik.
A 2021-es magyarországi ellenzéki előválasztáson ismét Somogy megyei 3. sz. országgyűlési egyéni választókerületben indult a Jobbik és a Mindenki Magyarországa Mozgalom támogatásával. Egyedüli jelöltként győzött.
A 2022-es választáson második helyet ért el a Fidesz jelöltjével, Móring József Attilával szemben, így nem került be a parlamentbe.

## Tanulmányai
2004-ben a Semmelweis Egyetem Testnevelési és Sporttudományi Karán vízilabda szakedzői, majd a Magyar Vízilabda Szövetségnél vízilabda játékvezetői képzettséget szerzett.
2006 decemberében a Pázmány Péter Katolikus Egyetem Jog- és Államtudományi Karának jogász szakán kapott diplomát .
2007-ben szintén a Semmelweis Egyetemen végzett sportmenedzserként,  
2012-ben sportjogi másoddiplomás képzést végzett el, majd 2014-ben a Nemzeti Közszolgálati Egyetemen közigazgatási szakvizsgát tett.  
2025-ben Erdésztechnikus végzettséget szerzett.    
Nyelvtudása: német (A típusú, szóbeli nyelvvizsga).   

## Családja
Nős, felesége Szilvia. Egy fiú és két leánygyermeke van, János (2016),  Anna (2019) és Katalin (2022).

## Eredményei
- Euroliga-győztes (2009-ben a Primorac Kotorral)
- Euroliga-döntős (2010-ben a Primorac Kotorral)
- 2x KEK-győztes (1998-ban a Ferencvárossal, 2002-ben a Vasassal)
- KEK-döntős (2003-ban a Vasassal)
- 5x Magyar Kupa-győztes (1996-ban a Ferencvárossal, 2001-ben, 2002-ben, 2004-ben és 2005-ben a Vasassal)
- olimpiai bajnok (2004)
- világbajnoki ezüstérmes (2005)
- Európa-bajnoki ezüstérmes (2006)
- 2x Európa-bajnoki bronzérmes (2003, 2012)
- Magyar bajnokság
  - aranyérmes: 2000, 2007, 2008, 2012
  - ezüstérmes: 1999, 2002, 2003, 2004, 2005, 2006
  - bronzérmes: 1997, 1998, 2001
- Montenegrói bajnokság
  - ezüstérmes: 2009, 2010
  - bronzérmes: 2011

## Díjai, elismerései
- Kiváló Ifjúsági Sportoló-díj (1997, 1998)
- A Magyar Köztársasági Érdemrend tisztikeresztje (2004)
- Vasas SC örökös bajnoka (2006)
- Újbuda Kiváló Sportolója (2007)[14]
- Miniszteri elismerő oklevél (2012)